# La Terre du magicien
La Terre du magicien est un roman fantastique pour jeunes adultes de Lev Grossman, publié en 2014 par Viking Press, suite du Roi magicien et troisième livre de la trilogie Les Magiciens. Il continue l'histoire de Quentin Coldwater, en l'entrelaçant avec l'histoire de plusieurs de ses amis qui cherchent à sauver le royaume magique de Fillory.

## Résumé
Après avoir été expulsé du royaume magique de Fillory, le magicien Quentin Coldwater retourne à son alma mater , le collège magique de Brakebills, en tant que nouveau professeur. Là, on lui donne enfin une discipline, la réparation de petits objets (réparations mineures), et passe son temps libre à étudier un ancien sort trouvé lors de ses voyages à travers les Pays-Bas, l'espace magique entre les mondes. Vers la fin de son premier semestre, il sauve une étudiante, Plum, après une farce magique qui a mal tourné, révélant à Quentin qu'Alice, désormais niffin (un esprit malveillant de pure magie), est toujours en vie. Le doyen de l'école expulse Plum pour cette farce et renvoie Quentin pour n'avoir pas suivi le protocole lors de sa tentative de sauvetage.
Ayant besoin d'argent, Quentin et Plum rejoignent indépendamment un gang de voleurs magiciens dirigé par un oiseau parlant avec l'intention de voler une mystérieuse valise. Ils sont interrompus pendant le braquage par un groupe de voleurs concurrents aux mains dorées translucides ; une bataille et une poursuite s'ensuivent, et les survivants se dissolvent. La valise contient un vieux livre et une lame capable de tuer un dieu, et l'une des membres de la bande révèle qu'elle est Asmodée lorsqu'elle prend la lame pour tuer Reynard le Renard ; Quentin et Plum prennent le livre. Écrit pour raconter sa version de l'histoire avant sa mort pendant la Seconde Guerre mondiale, le livre est le mémoire de Rupert Chatwin et raconte comment sa famille a découvert et habité Fillory, puis comment il a accompagné Martin alors qu'il vendait son humanité à Umber. pouvoir rester à Fillory.
Dans Fillory, Eliot et Janet apprennent d'Ember, le dieu bélier, que le royaume magique est en train de mourir. Après le départ d'Eliot pour la Terre, Janet, Josh et Poppy continuent de chercher des réponses dans un château caché (après avoir reçu un indice du livre de Rupert envoyé par Eliot) où ils trouvent Umber, le confrontant au moment où une apocalypse commence.
À New York, Quentin et Plum utilisent un sort caché dans le livre de Rupert pour créer un nouveau pays magique, mais, manquant un ingrédient, le sort tourne mal et crée une étrange image miroir de leur maison dans laquelle Alice est piégée. Eliot arrive de Fillory pour partager la nouvelle de la disparition de ce royaume tandis que Quentin utilise le sort des Pays-Bas pour redonner à Alice sa forme humaine. Initialement furieuse d'être réincorporée, elle raconte à Quentin, Eliot et Plum ses voyages, qui comprenaient un retour dans le temps jusqu'à l'aube de Fillory lorsqu'une déesse tigresse s'est sacrifiée pour donner vie à Ember, Umber et finalement à Fillory elle-même. L'oiseau qui parle arrive, désespéré d'avoir de l'aide, et révèle qu'il a été envoyé par Ember ; Quentin le jette dehors et commence lentement à se réconcilier avec Alice.
Quentin, Plum, Eliot et Alice se rendent dans les Pays-Bas, où ils rencontrent leur ancienne camarade de classe Penny, désormais une puissante bibliothécaire dotée de nouvelles mains dorées translucides que certains de ses subordonnés ont imitées. Ils rencontrent Janet, Josh et Poppy qui échappent à la fin de Fillory, mais Quentin et Alice refusent d'abandonner et retournent dans le monde mourant. Là, Quentin, imitant le début de Fillory, sacrifie Ember et Umber pour assumer leur pouvoir et reconstruire le monde. Une fois le travail terminé, il abandonne le pouvoir divin et Julia, désormais demi-déesse et reine des dryades, le récompense par une brève visite de la face cachée de Fillory, où il reçoit une gousse du jardin noyé et l'informe que Asmodée réussit à tuer Reynard .
Eliot, Janet, Josh et Poppy reviennent à Fillory en tant que dirigeants et Plum les rejoint pour vivre ses propres aventures. Quentin revient avec Alice à New York et tente le sort pour créer à nouveau un royaume magique, cette fois avec la gousse. Il réussit et lui et Alice se dirigent vers le pays pour explorer. À la surprise de Quentin, ils rencontrent le « cheval douillet », un grand cheval en tissu décrit dans la série de livres « Fillory and Further ». Après être montés à cheval, Quentin et Alice découvrent que leur nouveau monde est lié à Fillory.

## Personnages principaux
- Quentin Makepeace Coldwater — Le principal protagoniste du roman. Lorsque le roman commence, il a été expulsé de Fillory et approche la trentaine.
- Plum Purchas - Étudiant expulsé de Brakebills et dernier descendant vivant des Chatwin.
- Eliot Waugh - Grand roi de Fillory et ancien camarade de classe de Quentin.
- Janet - Haute Reine de Fillory et ancienne camarade de classe de Quentin.
- Alice Quinn — Au début du roman, Alice est un niffin, un esprit de pure magie. Elle est l'ex-petite amie de Quentin et est réincorporée par lui après avoir été piégée dans une image miroir de la maison dans laquelle il réside.
- Josh Hoberman - Roi de Fillory et mari de Poppy.
- Poppy - Reine de Fillory, épouse de Josh et future mère.
- Julia Wicker - Reine des dryades, demi-déesse et vieille amie de Quentin, Julia vit de l'autre côté de Fillory

## Accueil
La Terre du magicien a reçu des critiques positives, avec une note de 4,2/5 sur GoodReads.  La critique de The , affirmant qu'il "parvient à être une finale satisfaisante à la série, tout en ajoutant de la profondeur et de l'ombre au monde - magique et autre - des livres précédents".  
La critique de The AV Club donné au roman la note de A, le qualifiant de «parvient à être une finale satisfaisante à la trilogie, tout en ajoutant de la profondeur et de l'ombre au monde - magique et autre - des livres précédents.»
Le New York Times l'a qualifié de « roman richement imaginé et continuellement surprenant », et a déclaré que c'était « le livre le plus fort de la série de Grossman. Il offre non seulement une conclusion satisfaisante aux quêtes de Quentin Coldwater, terrestres et autres, mais aussi considère les questions complexes sur l'identité et l'individualité aussi profondes que divertissantes.